# Stenus pubescens
Stenus pubescens – gatunek chrząszcza z rodziny kusakowatych i podrodziny myśliczków (Steninae).
Gatunek ten został opisany w 1833 roku przez Jamesa Francisa Stephensa.
Chrząszcz o biało owłosionym, smukłym ciele długości od 5,5 do 7 mm. Przedplecze jest znacznie dłuższe niż szersze, pozbawione jest podłużnej bruzdy środkowej. Pokrywy u nasady są co najwyżej nieco szersze niż głowa. Powierzchnię odwłoka cechuje delikatna, siateczkowata mikrorzeźba. Brzegi boczne odwłoka są szeroko odgraniczone głęboką bruzdą. Krótkie i szerokie tylne stopy są co najwyżej trochę dłuższe od połowy goleni. Czwarty człon stóp jest wycięty sercowato, a trzeci głęboko. Samiec ma na krętarzach tylnej pary nóg ostre ząbki. Na tylnej krawędzi szóstego sternitu jego odwłoka znajduje się kątowe wcięcie przykryte włoskami. Samica ma ten sternit spiczasto zakończony.
Owad palearktyczny, rozprzestrzeniony w Stanach Zjednoczonych i Kanadzie, a w Eurazji od Wysp Brytyjskich i Francji na zachodzie oraz południowej Szwecji i Finlandii na północy po północne Włochy i Bośnię na południu oraz Syberię, Turcję i Mongolię na wschodzie. W Polsce rzadki. Zasiedla pobrzeża stawów i bajorek oraz tereny bagienne, gdzie przebywa w ściółce i wśród niskiej roślinności.